# NGC 3983
NGC 3983 is een spiraalvormig sterrenstelsel in het sterrenbeeld Leeuw. Het hemelobject werd op 10 april 1785 ontdekt door de Duits-Britse astronoom William Herschel.

## Synoniemen
- UGC 6914
- MCG 4-28-98
- ZWG 127.108
- PGC 37514